# Antti Häkämies
Antti Häkämies (* 13. Februar 1986 in Kotka) ist ein finnischer Skilangläufer.

## Werdegang
Häkämies startete im Dezember 2005 in Vuokatti erstmals im Skilanglauf-Scandinavian-Cup und belegte dabei den 139. Platz über 15 km klassisch und den 35. Rang im Sprint. Bei den Juniorenweltmeisterschaften 2006 in Kranj wurde er Fünfter im Sprint. Sein Debüt im Skilanglauf-Weltcup hatte er im November 2006 in Kuusamo, welches er auf dem 51. Platz im Sprint beendete. Im Januar 2011 errang er beim Vasaloppet China über 50 km klassisch den 13. Platz. Im folgenden Monat erreichte er in Jõulumäe mit dem zweiten Platz im Sprint seine erste und einzige Podestplatzierung im Scandinavian-Cup. Im März 2012 holte er in Lahti mit dem 29. Platz im Sprint seine ersten Weltcuppunkte. Sein bisher beste Einzelplatzierung im Weltcup erreichte er bei der Nordic Opening 2012 in Kuusamo mit dem 25. Platz im Sprint.